# Upiory (podrodzina ssaków)
Upiory (Emballonurinae) – podrodzina ssaków z rodziny upiorowatych (Emballonuridae).

## Rozmieszczenie geograficzne
Podrodzina obejmuje gatunki występujące w Afryce, Ameryce, Azji i Australii.

## Systematyka
Do podrodziny należą następujące plemiona:
- Emballonurini P. Gervais, 1855
- Diclidurini J.E. Gray, 1866